# Corquilleroy
Corquilleroy település Franciaországban, Loiret megyében. Lakosainak száma 2840 fő (2022. január 1.). Corquilleroy Cepoy, Châlette-sur-Loing, Girolles, Gondreville, Pannes és Treilles-en-Gâtinais községekkel határos.

## Népesség
A település népességének változása:
| Lakosok száma | 1650 | 1842 | 1893 | 2395 | 2783 | 2791 | 2792 | 2815 | 2822 | 2840 |
|               | 1968 | 1982 | 1990 | 2006 | 2013 | 2015 | 2017 | 2019 | 2020 | 2022 |